# 李徴
李徴（り ちょう）は、唐の張読の『宣室志』にある唐代に書かれた伝奇小説の一編「李徴」の登場人物。後代に、「李徴」を元として脚色された「人虎伝」にも登場する。また、「人虎伝」をテキストとした中島敦の「山月記」においても登場する。
李徴は、『旧唐書』や『新唐書』をはじめとする正史などの史書に名がみえないが、「李徴」に登場する袁傪（えんさん）は、同時代に同名、同官職の人物がいるため、李徴のモデルとなった人物が存在した可能性はある。

## 概要
以下、『宣室志』に沿って解説する。
本貫は隴西郡。唐の宗室の一人である。家は虢略にあった。幼少から博学で知られ、州府の推薦を受けて、世に名士とされる。天宝10載（751年）、尚書右丞の楊没に挙げられて、科挙の進士に及第する。数年後に江南の尉に就任する。才能を恃んで傲慢であり、同僚に屈することができず鬱々としていた。宴会の時は毎度周りの役人に「世に生まれて、君たちの仲間になるのか！」と口にしたので憎まれた。官職を辞め故郷に帰って門を閉じてから1年以上、人と交際することがなかった。妻子があり、衣食に窮して江南地域を外遊して、各地の郡国で職を求めた。江南では名声があったために歓迎され宴会が開かれ、立ち去る時は手厚い贈り物をうけた。1年経つ頃にはおびただしい財を手にいれ、虢略の家に帰る途中で旅館に泊まる。突然病気にかかり発狂し、下僕を鞭で激しく打つ。10日余で病気は激しくなり、夜間に急に走り出し行方不明となった。下僕は彼の馬と財産を奪うと遁走した。
1年後、李徴の友人である袁傪が監察御史に就任し、嶺南に赴任する途中で虎に出くわす。虎は姿を茂みに隠しながら袁傪に話しかけ、袁傪は声から李徴であることを見抜く。虎は袁傪の昇進を賀し、自分が李徴であることを語る。李徴は袁傪の問いに答え、夜間に走り出した後、虎に変わり、人間を何人も食べたことを話す。また、袁傪が帰路に自分に会うことになったら、今回のことを忘れ袁傪を襲うであろうことも話す。李徴は袁傪に妻子の世話と、自分が死んだことを告げるように願い、20首ほどのかつて作った漢詩を読み上げる。袁傪は下僕に書き記させ、その文理の高遠さに感嘆した。
袁傪は李徴の子に財貨を贈り、上京してきたその子に真実を話す。袁傪は、李徴の妻子を養った。のちに袁傪は兵部侍郎にまで昇進した。

## 「李徴」の位置付け
中国の古来から数多くの作品が伝わる人間が虎に変化する説話の一つであり、そのすぐれた作品である。
大室幹雄によると、人間が虎に変化する物語には2つの類型がある。1つは、人間の身心に内発する何らかの変化が虎への変身を惹き起こす、内発的な動機による変態で、これを狂気型とする。もう1つは、当人の意識とかかわりなく、忽然と変身が人の身、ついでに心に生起してしまう、外発的な動機による変態で、これを憑依型とする。この分類によると、「李徴」は、狂気型に属する。
登場人物の李徴は、官職を辞めた後は、唐代に多く見られた名声や学問、詩文の才能を元手に地方の高官の有力者に生活の糧を求めて放浪する知識人の一人であり、当時としては決して特別な存在ではなかった。
大室によると、李徴は「抜け目のないところを示し」ており、かつての赴任地である、つてがあり、名声もあったであろう江南地方を放浪し、騎馬を持ち、下僕を伴い、貧窮を隠して皇族のうちの名士であることを利用して、悠々たる風情を装い、高官や有力者を歴訪したに違いないと推測している。傲慢な性格でありながら、妻子のために1年もこのような、彼にとって不本意と思われる行為を続け、目的を達成したことを、「或る意味で、李徴は立派だった」とも評している。
「李徴」では虎に変化した理由は明確ではないが、このような心理的負担が李徴の病と発狂の原因と推測される。

## 袁傪
『旧唐書』、『新唐書』に兵部侍郎の地位にあった袁傪という名の人物が存在する。
宝応2年（763年）、御史中丞であった袁傪は、台州で20万の衆を率いて反乱を起こしていた草賊の袁晁の討伐を命じられる。袁傪は、王栖曜・李自良らを部下として、浙東にて、浙江地域を支配していた袁晁を破る。袁晁は李光弼によって捕えられ、反乱は鎮圧され、浙江地域は奪回された。
大暦12年（777年）には、兵部侍郎に就任しており、宰相である元載の誅殺につながる事件の処理にあたっている。大暦14年（779年）、吏部尚書であった顔真卿が、｢（唐の）先帝たちの諡が長くなりすぎているので、初めの諡に戻してはどうでしょう」と奏上したが、袁傪は、「陵廟の玉に名をすでに刻んでいるので軽々しくは改められない｣と、実際は初めの諡を刻んでいるにもかかわらず反対して、顔真卿の奏上を取りやめにしている。
また、『唐国史補』によると、袁晁を破った時に、袁晁に任じられた公卿を数十人捕えた。地方の州県では、彼らに拘束具をつけ、都に送ろうとしたが、｢こんな悪百姓に、煩わせられることもない｣と言って、彼らを鞭で叩いて追い出したというエピソードが残っている。

## 「人虎伝」
『宣室志』の｢李徴｣は脚色された上で、唐の李景亮の作｢人虎伝｣として人口に流布した。元代以降に｢人虎伝｣の名は確認でき、明末清初には現在に残る形が出来上がっている。
現在の日本で読まれる｢人虎伝｣には2種類の系統がある。以下の改変がまだなされていない作品としては、『太平広記』中の｢李徴｣系統の明治書院『新釈漢文大系』中の｢人虎伝｣がある。『太平広記』中の｢李徴｣は、『宣室志』の｢李徴｣を受け継いだものである。対して『國譯漢文大成』には、「山月記」の素材となった李景亮の｢人虎伝｣が収められている。
｢李徴｣からの主な改変箇所として、
- 李徴が虎に変わってからも、はじめは生き物を食べることをためらったが、飢えに迫られて、獣を食べ始め、獣に避けられてから、飢えのため、人間の女性を食べたことが李徴から語られる。
- 袁傪が李徴が飢えているならと、馬を1頭贈ろうと話し、李徴が断る。袁傪が羊の肉を贈ると提案し、李徴が立ち去る時に置いて欲しい、と語る。
- 李徴の唄った詩が追加される。これは、そのまま「山月記」で採用される[9]。
- 李徴が後家とつきあい、家人に気づかれ、家に火をつけて、家人を焼き殺して逃亡したことが李徴の口から語られる（｢私一孀婦｣、｢尽焚殺之｣[10]の筋）。

ことが挙げられる。